# Члянське сільське поселення
Чля́нське сільське поселення (рос. Члянское сельское поселение) — сільське поселення у складі Ніколаєвського району Хабаровського краю Росії.
Адміністративний центр — село Чля.

## Населення
Населення сільського поселення становить 465 осіб (2019; 638 у 2010, 934 у 2002).

## Склад
До складу сільського поселення входять:
| Населений пункт | Населення, осіб (2002) | Населення, осіб (2010) |
| --------------- | ---------------------- | ---------------------- |
| Літке, село     | 3                      | 8                      |
| Чля, село       | 931                    | 630                    |